# Колерето Кастелнуово
Колерѐто Кастелнуо̀во (на италиански: Colleretto Castelnuovo; на пиемонтски: Corèj, Корей) е село и община в Метрополен град Торино, регион Пиемонт, Северна Италия. Разположено е на 585 m надморска височина. Към 1 януари 2020 г. населението на общината е 302 души, от които 62 са чужди граждани.